# Tur, Ratne
Tur (în ucraineană Тур) este o comună în raionul Ratne, regiunea Volînia, Ucraina, formată numai din satul de reședință.

## Demografie
Componența lingvistică a satului Tur
     Ucraineană (99,51%)
     Alte limbi (0,49%)
Conform recensământului din 2001, majoritatea populației satului Tur era vorbitoare de ucraineană (99,51%), existând în minoritate și vorbitori de alte limbi.